# Epiplatys spilargyreius
Epiplatys spilargyreius — тропічний прісноводний вид коропозубих риб з родини нотобранхових (Nothobranchiidae). Належить до західно-саванної клади роду епіплатис (Epiplatys), підрід Parepiplatys.
Огюст Анрі Дюмеріль описав цей вид 1861 року під назвою Pœcilia spilargyreia (пецилія сріблясто-плямиста) на основі двох екземплярів, отриманих з узбережжя Сенегалу-Гамбії. Теодор Гілл 1862 року розмістив його в складі роду Epiplatys.

## Опис
Струнка риба середнього, як на представників роду, розміру. Максимальний розмір самця становить 60 мм, самки — 50 мм загальної довжини. Висота тіла в 4,5-5,67 рази менша за загальну довжину. Голова й передня частина спини абсолютно плоскі. Довжина хвостового стебла трохи більша за його висоту.
Довжина голови в 3,0-3,67 рази менша за стандартну (без хвостового плавця) довжину. Рот верхній, нижня щелепа трохи виступає вперед. Зуби дрібні, конічні, сидять у кілька рядів. Очі великі, бічні, їхній діаметр у 3-4 рази менший за довжину голови. Довжина рила дорівнює діаметру ока або трохи менша.
Спинний плавець невеличкий, трапецієподібний, посунутий далеко назад і сидить поблизу хвостового. Він має 7-10 променів, найдовший із яких становить 50-60 % довжини голови. Анальний плавець має форму паралелограма, містить 15-19 променів, його початок припадає на середину довжини тіла. Хвостовий плавець близької до ланцетної форми, може бути закругленим або загостреним, він трохи довший за голову. Довжина грудних плавців становить 67-75 % довжини голови, їхні кінці сягають основи черевних плавців або заходять трохи далі, мають по 14 променів. Черевні плавці короткі, поширюються лише трохи далі початку анального плавця, мають по 6 променів.
26-29 лусок у бічному ряді.
Забарвлення самця оливково-коричневе зверху й жовтувато-біле знизу, часто із зеленуватим відтінком та металевим лиском. Характерною деталлю забарвлення виду є 8-12 темно-коричневих косих поперечних смуг на боках, особливо виразних у задній частині тіла. Залежно від настрою риб, можна також побачити широку темну поздовжню смугу, що тягнеться від заднього краю ока до хвостового плавця трохи нижче середини тіла. З віком поперечні смуги стають нечіткими.
Спинний, анальний та хвостовий плавці можуть бути фіолетового, сіро-блакитного, жовто-зеленого, жовтогарячого кольору. Спинний та анальний можуть мати темно-коричневі цятки та темно-коричневий край. Темно-коричневі цятки в центральній частині хвостового плавця можуть об'єднуватись у 2-3 поперечні смуги, продовжуючи таким чином смугасте забарвлення тіла. Зверху та знизу хвостовий плавець має темно-коричневу облямівку.
Забарвлення самців варіює залежно від популяції.

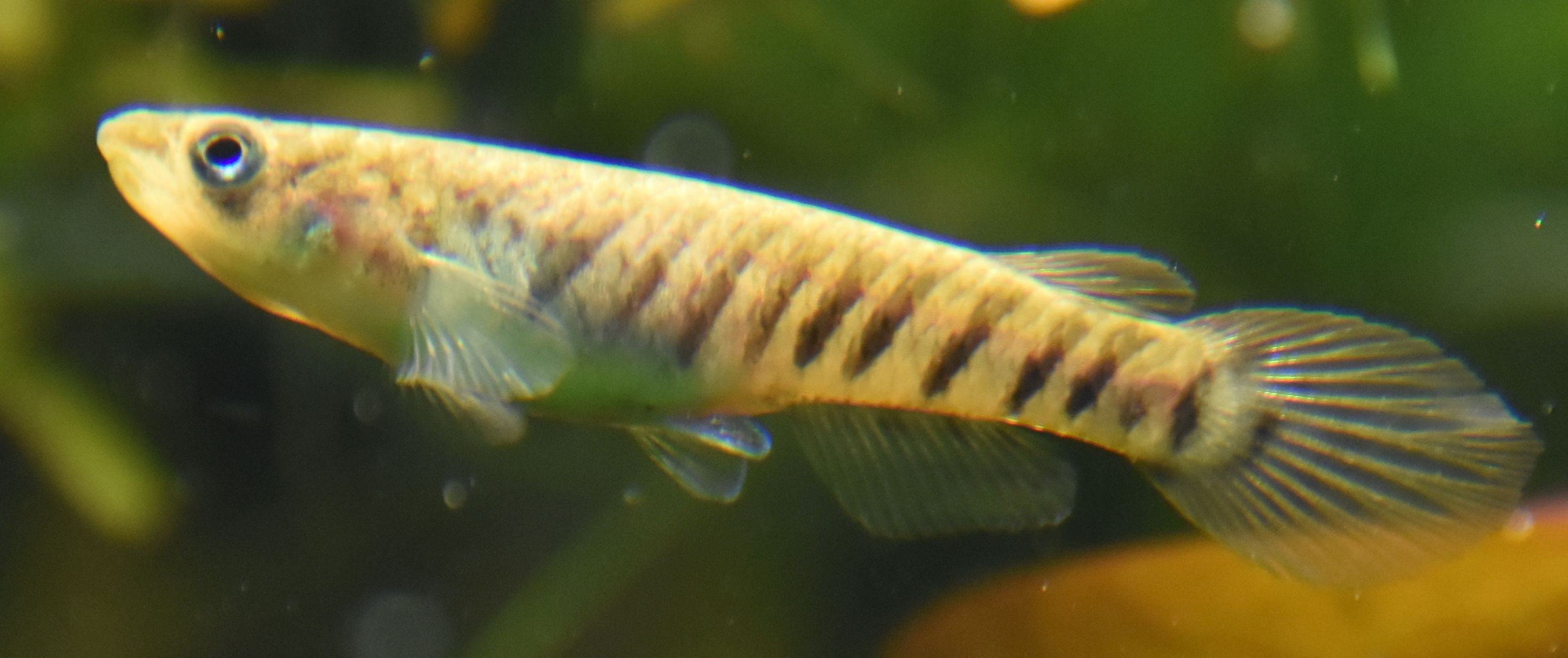
Самка Epiplatys spilargyreius

Самки мають схоже забарвлення, але його основний тон світлий сіро-коричневий, на тілі немає лиску, а плавці майже безбарвні.
Гаплоїдне число хромосом в E. spilargyreius — 17.

## Поширення
Epiplatys spilargyreius має найширший ареал з усіх африканських коропозубих. Зустрічається в зоні саван від узбережжя Сенегалу та Гамбії на заході до басейну верхнього Ніла на сході та до басейну Конго на півдні.
В Західній Африці відомий з басейнів річок Сенегал, Гамбія, верхній Нігер, з менших прибережних річок Гвінеї-Бісау та західної частини Гвінеї (Геба, Корубал (Corubal) та ін.), річок Бубо (Boubo), Бандама, з верхньої течії Комое (Comoé) та Вольти, з річок Моно, Веме, Огун (Ogun). Далі на схід зустрічається в басейні річки Бенуе в Нігерії та Камеруні, в басейні озера Чад та річок Логон і Шарі. В Східній Африці Epiplatys spilargyreius відомий з Білого Нілу (біля Кості) а також його притоки Баро (Baro) в Ефіопії. В Центральній Африці існують ізольовані популяції виду в басейні нижнього Конго, зокрема в Малебо, а також у річці Убангі, що в центральній частині басейну Конго.
Epiplatys spilargyreius має широке розповсюдження, й серйозних загроз його існуванню невідомо.

## Спосіб життя
Прісноводний бентопелагічний вид риб, не мігрує. Не належить до числа сезонних коропозубих. Зустрічається в болотистих місцинах в зоні саван, живе в струмках, маленьких річках та інших тихих водоймах. Температура 24-30 °C.
Поверхнева риба. Тримається серед рослинності. Харчується комахами, що наближаються до поверхні води, а також водними комахами та личинками комарів і дрібних жуків.

## Утримання в акваріумі
Вид іноді зустрічається в акваріумах. До Німеччини ці риби вперше були завезені 1912 року, але були відомі під назвами E. fasciolatus, E. petersi, E. senegalensis. У Великій Британії відомі з 1969—1970 років.
Умови утримання типові для епіплатисів. Вид підходить до спільного акваріума, але дуже лякливий. Його тримають у нейтральній воді з температурою 24-27 °C.
Epiplatys spilargyreius успішно розводять в неволі, але для цього потрібна м'яка вода (4-7 °dH) з показником pH близько 6,8. Нерест тривалий. Ікру риби відкладають на плавучі рослини біля поверхні води. Інкубація триває 10-14 днів. Мальки вилуплюються маленькими, як стартовий корм їм потрібні інфузорії. Ростуть повільно, статевої зрілості досягають у віці 7-8 місяців.